# نادژدا ایلینا
نادژدا ایلینا (روسی: Надежда Ильина؛ ۲۴ ژانویهٔ ۱۹۴۹ – ۷ دسامبر ۲۰۱۳) دونده، و ورزشکار دو و میدانی اهل اتحاد جماهیر شوروی سوسیالیستی بود.